# Elaphoglossum huacsaro
Elaphoglossum huacsaro är en träjonväxtart som först beskrevs av Hipólito Ruiz López och fick sitt nu gällande namn av Hermann Christ. Elaphoglossum huacsaro ingår i släktet Elaphoglossum och familjen Dryopteridaceae. Inga underarter finns listade.